# Paaldansen

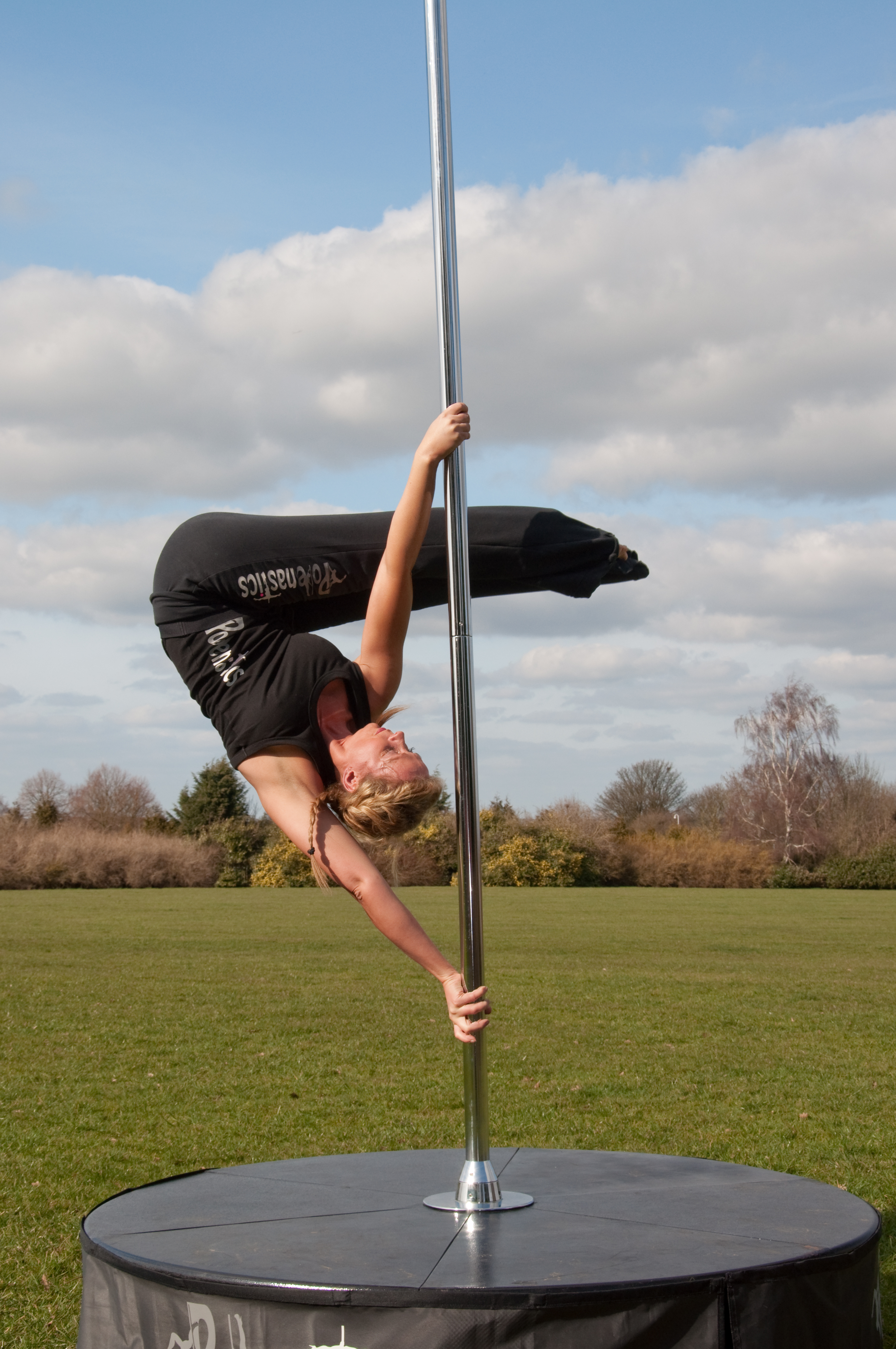
Paaldansen

Paaldansen is een mengvorm van dans en acrobatiek waarbij verschillende oefeningen uitgevoerd worden dansend rondom en hangend aan een verticale paal.
Het paaldansen werd bekend in de jaren tachtig toen de danspaal voor het eerst verscheen in Canadese stripclubs. De oorsprong van de sensuele acrobatiek aan de danspaal gaat echter verder terug; op showelementen uit het Chinese circus.
De fitnessvariant van paaldansen heet pole fitness of paalsport, maar wordt vaak ook 'paaldansen' genoemd. Sportief paaldansen is een erkende vorm van fitnesstraining en het is een goede oefening voor de spieren. Kracht en lenigheid zijn erg belangrijk om de oefeningen aan de paal uit te kunnen voeren.
De beoefenaars hebben elastische shorts en T-shirts of korte tops aan. De dansers zijn schaars gekleed, omdat blote huid de beste grip geeft aan de paal (anders zou men bij bepaalde oefeningen naar beneden glijden). De sportieve oefeningen aan de paal kunnen gecombineerd worden met verschillende dansstijlen, bijvoorbeeld: sportief, modern, sensueel, ballet. Zowel mannen als vrouwen kunnen paaldansen, en deze sport wordt soms ook in duo's gedaan.
Er worden Nederlandse kampioenschappen paaldansen georganiseerd, waarbij het de bedoeling is om een sportief optreden te laten zien. Schoeisel met hakken, loshangend haar en overdreven decolleté zijn niet toegestaan. De dansers worden beoordeeld door een jury op de moeilijkheid van de oefeningen, de vloeiende doorloop en controle aan de paal, originaliteit en choreografie. Er zijn aparte categorieën voor vrouwen, mannen en duo's. In 2012 begon de Internationale Federatie voor Paaldanssport een lobby om van paaldansen een olympische sport te maken.
Een bekende Nederlandse paalatlete is Dineke Minten. In 2018 werd zij Nederlands kampioen paalsport en wereldkampioen Ultra Pole.